# Симон, Жан
Жан Виктор Симон (фр. Jean Victor Simon; 30 апреля 1912, Брест — 28 сентября 2003, Шербур, Франция) — французский военный деятель, армейский генерал, кавалер и канцлер ордена Освобождения.

## Биография
Жан Симон родился 30 апреля 1912 года в Бресте в семье служащего. Обучался в Национальном военном училище в Ла-Флеше и в лицее Святого Людовика в Париже. В 1933 году поступил в военное училище Сен-Сир, из которой выпущен в 1935 году в звании су-лейтенанта в Марокканский колониальный пехотный полк.
В августе 1936 года переведён в 1-й сенегальский стрелковый полк. Для подготовки к службе в Северной Африке прослушал курс лекций о внутренней политике и мусульманской культуре Мавритании. В 1937 году направлен в Мавританию, где вступает в командование округом Тишит, одновременно выполняя функции политического и административного начальства на прилегающей территории, населённой 18 тысячами кочевников. В том же году произведён в лейтенанты.
По мобилизации 1939 года направлен в 42-й малагасийский пулемётный батальон, развёрнутый в 42-ю туземную колониальную пулемётную полубригаду. В январе 1940 года добровольцем прошёл в Туре курс на получение квалификации лётчика-наблюдателя.
Находясь в июне 1940 года в Марселе, узнал о призыве генерала де Голля. Решив присоединиться к Сопротивлению, угнал с товарищами итальянское торговое судно Capo Olmo, которое через Гибралтар привели 16 июля в Ливерпуль. Представившись в Лондоне генералу де Голлю, получил назначение в 13-ю полубригаду Иностранного легиона, где принял под команду взвод в роте капитана Дмитрия Амилахвари.
В составе 13-й полубригады участвовал в Дакарской операции, боевых действиях в Габоне и Эритрее. За отличное командование диверсионно-разведывательной группой в марте 1941 года отмечен в приказе по армии и приказе британского командования. За героизм при взятии в апреле 1941 года Массауа вновь отмечен в приказе по армии и награждён орденом Освобождения.
Командуя ротой во время Сирийской операции, 21 июня 1941 года ранен в голову близ Дамаска. Для излечения эвакуирован в Палестину. 26 июня произведён в капитаны, вернулся в строй 1 октября 1941 года.
Во время Североафриканской кампании летом 1942 года командует тяжёлой противотанковой ротой. «За спокойное и взвешенное» управление нападением в районе Эль-Мечили на вражеское подразделение из 14 танков, самоходных орудий и пехоты, понёсшее потери, отмечен в приказе по армии. Находясь в Бир-Хакийме во время его осады с 27 мая по 11 июня 1942 года, выказал новые отличия и был в четвёртый раз отмечен в приказе по армии. В дальнейшем участвует в Тунисской кампании 1942 года, где отличился при атаке на Карет-эль-Химеймат.
В 1943 году в составе своей полубригады высадился в Италии. Участвует в сражениях при Гарильяно, за Понтекорво, Рим и Радикофани. Назначен командиром батальона.
30 августа 1944 года высадился в Провансе в составе армии «Б» (1-я армия) генерала Латра де Тассиньи. Участвует в боях за Лион, Белфор и Мазево. 3 декабря 1944 года под Таном (Эльзас) ранен осколком снаряда. В начале 1945 года принимает участие в обороне Страсбурга, освобождении Кольмара и наступлении на горный массив Отион (Альпы) в апреле 1945 года.
За время войны семь раз отмечен в приказах по армии, по разу в приказах по армейскому корпусу и дивизии.
После окончания войны назначен заниматься вопросами Свободных французских сил в правительстве генерала де Голля. В 1946 году приписан к штабу Инспекции заморских сухопутных войск. 24 марта 1947 года произведён в подполковники и в следующем году назначен командиром 3-го иностранного пехотного полка и командующим сектором Каобанг на севере Вьетнама. За отличия в боях с вьетминцами на Колониальной дороге № 4 и при освобождении поста Пу-Тонг-Хоа дважды отмечен в приказах по армии. 28 февраля 1948 года ранен осколками гранаты.
В 1950 году вернулся во Францию с назначением в Техническое управление Сухопутных войск. В 1951 году поступил в Высшую военную школу и Высшие общевойсковые курсы, по окончании которых произведён 1 июля 1952 года в полковники с переводом в Генеральный штаб. В 1955 году назначен начальником 3-го бюро Сухопутных сил, в ведении которого находились призыв и подготовка новобранцев. В ноябре 1956 года участвует в Суэцкой войне.
В 1957 году назначен военным атташе при посольстве Франции в Великобритании и представителем от Франции в Военном бюро стандартизации. Также выполнял обязанности военного атташе в Дублине (Ирландия). В качестве военного эксперта принимал участие в работе Ограничительного комитета Конференции по разоружению в Лондоне.
1 июля 1960 года произведён в бригадные генералы. Направлен в Алжир, где отличился при командовании 27-й дивизией альпийских стрелков и 29-й пехотной дивизией. Отмечен в приказах по армии и армейскому корпусу. Назначенный военным представителем на франко-алжирских переговорах, участвовал в подготовке Эвианских соглашений, положивших конец Алжирской войне.
После возвращения из Алжира назначен начальником Специальной военной школы Сен-Сир и Общевойсковой военной школы. 1 апреля 1964 года произведён в дивизионные генералы и получает в командование 1-й армейский корпус. В 1967 году произведён в корпусные генералы и назначен военным губернатором Лиона и командующим войсками 5-го военного округа. В 1968 году назначен членом Верховного военного совета, а в 1969 — генерал-инспектором Сухопутных войск.
Произведённый в 1970 году в армейские генералы, 1 мая 1973 года подаёт в отставку со всех должностей. 1 июня 1973 года назначен на должность главы Генерального секретариата Национальной обороны и защиты, которую исполнял до апреля 1977 года.
Являясь с 1969 года членом Совета ордена Освобождения, избран в сентябре 1978 года на пост канцлера ордена. Будучи переизбранным 5 раз подряд, пробыл на посту канцлера до сентября 2002 года.
По инициативе Симона мэры пяти коммун, причисленных к ордену Освобождения (Нант, Гренобль, Париж, Васье-ан-Веркор, Иль-де-Сен) подписали 3 декабря 1981 года дружеский договор для упрочения связей между собой. Принял участие в разработке закона 1999 года о создании Национального совета коммун «Соратник Освобождения», для обеспечения существования ордена и после смерти всех его кавалеров.
Оставил пост канцлера в сентябре 2002 года.
С 1978 по 2000 год являлся президентом Ассоциации Свободных французов (фр. Association des Français libres), а в 2000—2001 годах — президентом Фонда «Свободная Франция» (фр. Fondation de la France libre). Также являлся вице-президентом (1993—1995, 1997) и президентом (1995—1997) Института Шарля де Голля. Принимал активное участие в деятельности Французского Красного Креста.
Умер 28 сентября 2003 года в Шербуре. Прощание с покойным прошло в церкви Святого Людовика Дома инвалидов. Президент Жак Ширак призвал помнить о Симоне, как о «великом солдате» и «человеке чести, мужества и твёрдых убеждений». Похоронен на кладбище городка Керкевиль (Манш).
2 августа 2005 года часть бульвара Массена (XIII округ Парижа), входящего в кольцо «бульваров маршалов», переименована в честь генерала Жана Симона.

## Семья
Родители: Шарль Симон (фр. Charles Simon) и Франсуаза Амелин-Басбур (фр. Françoise Ameline-Basbourg).
7 октября 1947 года женился на Жанне Лефевр (фр. Jeanne Lefevre).  У них родились дочь Изабель и сын Николя.

## Награды
- Большой крест ордена Почётного легиона
- Орден Освобождения (23 июня 1941 года)
- Военная медаль (16 октября 2002 года)
- Военный крест 1939—1945 (9 приказов)
- Военный крест иностранных театров военных действий (2 приказа)
- Крест Воинской доблести (2 приказа)
- Медаль Сопротивления
- Медаль «За военное ранение» с двумя звёздами
- Крест Добровольцев Сопротивления
- Крест Бойца
- Командор ордена Академических пальм
- Колониальная медаль с планками «Erythrée», «Libye», «Bir-Hakeim», «Afrique Française Libre», «Extrême-Orient»
- Медаль Добровольной службы в движении «Свободная Франция»
- Памятная медаль Итальянской кампании 1943—1944
- Памятная медаль Индокитайской кампании
- Памятная медаль Операций на Ближнем Востоке
- Памятная медаль «За операции по обеспечению безопасности и порядка в Северной Африке» с планкой «Algérie»
- Медаль «За молодёжную, спортивную и общественную деятельность»
- Орден «За выдающиеся заслуги» (Великобритания)
- Военный крест (Великобритания)
- Командор Королевского Викторианского ордена (Великобритания)
- Бронзовая звезда (США)
- Военная медаль (Бразилия)[уточнить]
- Командор ордена Чёрной звезды (Бенин)
- Командор ордена Нишан-Ифтикар (Тунис)